# Henri Roger (homme politique)
Pour les articles homonymes, voir Henri Roger (homonymie) et Roger.
Henri Nicolas Charles Amédée Roger (Bruxelles, 25 juillet 1861 - Quaregnon, 9 décembre 1917 ),  est un homme politique du Parti Ouvrier Belge.

## Biographie
D'abord instituteur, Roger devint Secrétaire du syndicat général des Mineurs (Borinage) dans les années 1890. Membre du Parti Ouvrier Belge (P.O.B.), il est premier échevin faisant fonction de Bourgmestre de Quaregnon de 1896 à 1903 ainsi que membre de la Chambre des représentants pour l'arrondissement de Mons-Borinage de 1894 à 1900. Il fut élu député pour le Parti ouvrier belge lors des élections législatives du 14 octobre 1894, à la suite de l'instauration du suffrage universel tempéré par le vote plural.
Il n'est pas réélu en 1900 à la suite de l'introduction du mode de scrutin proportionnel. Il crée en 1902 la "Ligue révolutionnaire" avec d'autres dissidents ou exclus du Parti Ouvrier Belge P.O.B., celle-ci verra vite son activité limitée à la politique locale de Quaregnon. 
Il redevient échevin de cette localité en 1908.